# Farovščica
Farovščica je potok, ki izvira in ponika v bližini naselja Fara na Blokah. Njegove vode se nato združujejo z vodami potoka Bloščica, ki na zahodnem delu planote ponikne in se ponovno pojavi v pritokih Cerkniškega jezera.